# Yeray S. Iborra
Yeray S. Iborra (Barcelona, Cataluña, 6 de febrero de 1990) es un periodista, escritor y profesor de Educación Secundaria Obligatoria. 

## Biografía
Nacido en el barrio del Besòs de Barcelona, es licenciado en Periodismo y Periodismo Literario y Humanidades por la Universidad Autónoma de Barcelona.
Ha ganado dos becas DevReporter con proyectos sobre el proceso de migración. En 2019, fruto de la beca escribió Vida mantera. Retrat circular de la venda ambulant sobre la actividad de los manteros de Barcelona, su organización colectiva y la criminalización en los medios de comunicación.
En 2020 volvió a ganar el concurso organizado por LaFede.cat y viajó a Senegal para desarrollar en coautoría el audiovisual Vides deportades, emitido en el programa 30 Minuts de TV3. El documental trata sobre el estigma en el retorno forzado a sus países de las personas migradas. En paralelo, formó parte del colectivo de periodismo y acción social que impulsó y editó Revista Deriva (2020).
Durante su trayectoria como periodista independiente ha colaborado asiduamente en diversos medios escritos y digitales: elDiario.es, Ara, Público, Rockdelux o Panenka. Actualmente, escribe sobre cultura pop en MondoSonoro o El Nacional. Recientemente, ha publicado con buenas críticas Fenómeno Taylor Swift (2024), un ensayo a medio camino entre la autoficción y el análisis del ascenso mediático de la cantante americana Taylor Swift.

## Obra

### Libros
- Mestre i Campi, Jesús; S. Iborra, Yeray; Soler, Oriol. Memòria oral del Besòs i el Maresme (Col·lecció Barcelona Ciutat i Barris). Barcelona: Barcelona Llibres, 2018. (en catalán)
- S. Iborra, Yeray. Vida mantera. Retrat circular de la venda ambulant. Barcelona: Editorial Octaedro, 2019. (en catalán)
- S. Iborra, Yeray. Vida mantera. Retrato circular de la venta ambulante. Barcelona: Editorial Octaedro, 2020.
- S. Iborra, Yeray. Fenómeno Taylor Swift. Barcelona: Sílex Editorial, 2024.

### Televisión
- Calvó, Sònia; França, João; S. Iborra, Yeray. Vides deportades. Barcelona: 30 minuts (TV3), 2020. (en catalán)